# X-39 (航空機)
X-39はアメリカ合衆国のXプレーンの中で、アメリカ空軍無人航空機開発計画として予約されていた名称。実機はなく、事実上、開発中止と考えられている。
アメリカ空軍研究所 (Air Force Research Laboratory, AFRL) において1990年代半ばより次世代航空技術強化計画 (Future Aircraft Technology Enhancements, FATE) が研究されていた。これは、軍用機向けの先進的な各種技術研究を行うものであり、この技術試験機としてX-39の名称が予定されていた。X-39は無人機であり、能動空力弾性翼 (Active Aeroelastic Wing) や新型複合材の使用、低被探知性データシステムの試験が考えられていた。2001年頃には一部情報が公開され、全翼機に近い形状の想像図も出されているが、その後はUCAV計画に統合され、開発は中止されたと考えられている。